# كسر عظمة القص
كسر عظمة القص sternal fracture هو كسر يحدث في عظمة القص، التي تقع في مركز الصدر. يحدث هذا الكسر بنسبة 5% إلى 8% للناس الذين يتعرضون إلى ضربات صدر حادة مثل التعرض إلى حادث سيارة عندما يصطدم الصدر في مقود السيارة أو لوح القيادة أو بسبب حزام الامان. وتعرف عملية الانعاش القلبي بأنها أحد أسباب الكسور بالصدر من ضمنها عظمة القص والأضلاع. ومن الممكن أن يحدث كسر عظمة القص لأشخاص الذي يعانون من ضعف في العظام مثل الهشاشة أو بسبب مرض معين ويعتبر هذا كسر مرضي. كسر عظمة القص يمكن ان يؤثر بالتنفس فيجعله أكثر ألما، لكن هذا يعتبر دلالة أيضًا على اصابات داخلية خاصة في القلب والرئة.

## العلامات والأعراض
تتضمن العلامات والأعراض لكسر عظمة القص صوت طقطقة (صوت يظهر عند تلامس نهاية العظمتين مع بعضهما البعض)، ألم، كدمات، انتفاخ في مكان الكسر ومن الممكن أن يكون الكسر مرئي ومتحرك أثناء التنفس، ومن الممكن أن يكون منحني أو مشوه يحتمل أن يشكل فراغ ملموس أثناء لمس المنطقة المصابة بين نهاية العظمتين المكسورتين  وهناك اصابات مرتبطة بهذا النوع من الكسور مثل الإصابات التي تحدث في القلب فتعمل على تغيير في قراءة تخطيط القلب الكهربائي.، أكثر الأجزاء المحتمل تعرضها للكسر في عظمة القص هي الجزء العلوي والجزء الأوسط،
 ولكن أكثر جزء يتعرض للكسر هو الذي يقع أسفل زاوية عظمة القص.

### الاصابات المرتبطة بالكسر
من أكثر الاصابات التي ترتبط ب كسر عظمة القص شيوعًا هي إصابات القلب والرئة  ، فإذا كان سبب هذا الكسر قوة كبيرة فقد تؤثر على عضلة القلب ويمكن لا أن تسبب كدمات في الرئة. ومن الاصابات  ألأخرى المرتبطة بالكسر هي تدمير الأوعية الدموية في منطقة الصدر وتمزق في عضلة القلب وإصابات في الرأس والبطن وتغيير شكل الرئة  وكسر في العمود الفقري. كسر عظمة القص ممكن أن يكون مصحوبًا بكسور في الأضلاع والتي تكون كافية لتسبب تمزق في القصبات الهوائية  مما يسبب إعاقة عملية التنفس.
نظرًا إلى كثرة الاصابات المرتبطة بهذا الكسر فإن نسبة الوفيات مرتفعة بين الناس المصابين بهذا الكسر حيث تصل إلى 25% إلى 45%  ولكن عندما يحدث ب شكل منعزل فإن النتائج تكون جيدة.

## الأسباب
السبب المعتاد لكسر عظمة القص هو اصطدام السيارة، فالإصابة تقدر أن تحدث تقريبًا بنسبة 3% من حوادث السيارات، فصدر الشخص الذي لا يرتدي حزام الأمان سوف يصطدم بمقود السيارة، وإذا كان يرتدي جزء الكتف فقط من حزام الأمان فسوف سيؤدي إلى إصابة الصدر.
من الشائع تحدث الإصابة بسب حزام الامان وتعد من «متلازمة حزام الأمان» وهي مجموعة من الإصابات التي يسببها حزام الأمان في حوادث السيارات. يمكن أن يحدث كسر لعظمة القص عندما يحدث انثناء مفاجئ للصدر بغياب وجود مؤثر، في حالة حدوث إصابة أثناء الإنعاش القلبي الرئوي فإن الإصابة الشائعة هي كسور في الاضلاع التي أشير إلى انها تصل 13% إلى 97%، وكسر عظمة القص التي قد تصل 1% إلى 43%. بالإضافة إلى أن كسر عظمة القص قد يزداد إذا كان هناك مرض ادى إلى اضعافها، ففي هذه الحالة يعتبر الكسر كسر مرضي.

## التشخيص
يتم أخذ صور بالأشعة السينية للصدر عند الأشخاص المصابين بصدمات في الصدر أو لديهم اعراض كسر عظمة القص ويمكن ان يتبعه التصوير المقطعي. من الممكن عدم ظهور الكسر إذا تم أخذ الصورة من الامام لذلك يتم اخذها من الجانب ايضًا.

## العلاج
تتضمن عملية علاج كسر عظمة القص علاج الاصابات المرتبطة بها، في حال كان الكسر غير مرتبط ب أي مشاكل أخرى فلا تتطلب حالة الشخص أن يتواجد بالمستشفى  ومع ذلك، لأنه من الشائع أن يصطحب كسر عظمة القص إصابات في القلب تراقب وظائف القلب من خلال تخطيط القلب الكهربائي.
ولكن الكسور التي تسبب ألم وتغير كبير في مكان عظمة القص من الممكن أن تجرى عملية جراحية لتصحيح مكان قطع العظم المتكسرة، لكن في معظم الحالات يتضمن العلاج بشكل أساسي تقليل الالم والحد من الحركة  يمكن للكسر أن يؤثر في التنفس، لذلك يحتاج الشخص إلى إدخال انبوب في القصبة الهوائية لمساعدته على التنفس أو إلى تهوية ميكانيكية.

## التاريخ
في عام 1864 نُشر كتيب عن كسر عظمة القص وقد كانت في ذلك الوقت إصابة نادرة تسببها ضربات قوية على الصدر ، ثم أصبحت أكثر شيوعًا مع التقدم والتوسع باستخدام وسائل النقل وارتفاع نسبة حوادث المرور  ويتعلق ارتفاع نسبة حدوث كسر عظمة القص أيضًا بازدياد وتكرار وضع حزام الامان بطريقة خاطئة.

## روابط خارجية
www.yatabeb.com
كسر عظمة القص من موقع ar.drderamus